# Poliadenylacja
Poliadenylacja – modyfikacja eukariotycznego mRNA dotycząca końca 3' cząsteczki. Jest to dodawanie szeregu nukleotydów adeninowych zwanego fragmentem poliadenylowym lub poli(A). Po zakończeniu syntezy transkryptu mRNA jest przecinane przez specyficzną endonukleazę w pewnej odległości od sygnału poliadenylacji AAUAAA, a następnie poli(A) polimeraza (PAP) dołącza (do końca 3') od 50 do 250 nukleotydów adeninowych. Zabieg taki ma na celu zabezpieczenie cząsteczki mRNA eukariontów przed degradacją, zanim zdąży opuścić jądro komórkowe. Ponadto transkrypt z ogonem poli(A) jest wydajniejszą matrycą w trakcie translacji. Pojedynczy transkrypt może mieć kilka sygnałów do poliadenylacji.

## Przebieg poliadenylacji
Poliadenylacja odbywa się w jądrze komórkowym. Do prowadzącej transkrypcję polimerazy RNA II są przyłączone czynniki CPSF (ang. cleavage and polyadenylation specificity factor) i CstF (ang. cleavage stimulation factor). Gdy polimeraza dojdzie do sygnału poliadenylacji, czynniki te odłączają się od niej i wiążą z mRNA. CPSF rozpoznaje i wiąże sekwencję AAUAAA, a CstF położony w pobliżu obszar bogaty w uracyl lub uracyl i guaninę. CstF jest zaangażowany w wybór jednego z alternatywnych sygnałów do poliadenylacji w mRNA kodującym IgM. Po związaniu się CPSF i CsfT z mRNA następuje przecięcie cząsteczki w odległości około 35 nukleotydów za sekwencją AAUAAA. Poli(A) polimeraza (PAP) rozpoczyna dołączanie nukleotydów adeninowych do końca 3' przeciętej cząsteczki mRNA. Do nowo powstającej sekwencji poli(A) wiąże się białko PABP (ang. polyadenylate-binding protein). Dojrzałe mRNA z ogonem poli(A), który może mieć długość 50–250 nukleotydów, jest transportowane do cytoplazmy. W cytoplazmie białko PABP umożliwia interakcje ogona poli(A) z końcem 5' mRNA.

## Poliadenylacja a degradacja RNA
U eukariontów zazwyczaj ogon poli(A) chroni mRNA przed degradacją, a jego usunięcie przez specyficzne nukleazy zwykle zapoczątkowuje degradację mRNA. Podczas translacji ogon poli(A) jest stopniowo skracany, a gdy osiągnie długość około 10–25 nukleotydów, wpływa to na wiązanie białka PABP, co powoduje, że ulegające translacji mRNA przestaje mieć kształt zamkniętej pętli. Umożliwia to rozpoczęcie jednego ze szlaków degradacji mRNA, albo przez usunięcie czapeczki na końcu 5', albo przez dalszą deadenylację. Obie drogi kończą się degradacją mRNA.
U bakterii, a także w chloroplastach i mitochondriach roślin wyższych, poliadenylacja może być sygnałem do degradacji RNA. 